# رن هایاکاوا
رن هایاکاوا (انگلیسی: Ren Hayakawa؛ زادهٔ ۲۴ اوت ۱۹۸۷) کماندار اهل ژاپن است.